# Бойницкий зоопарк

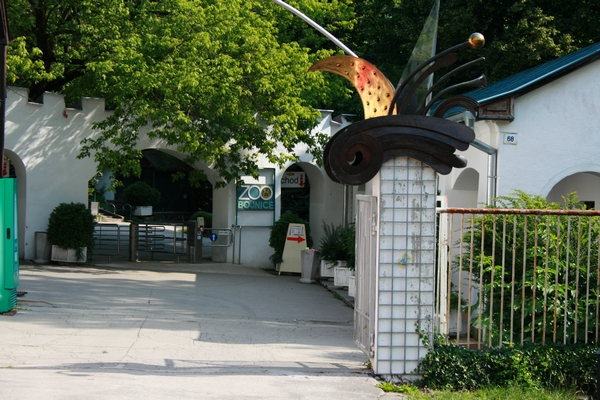
Главный вход в Бойницкий зоопарк

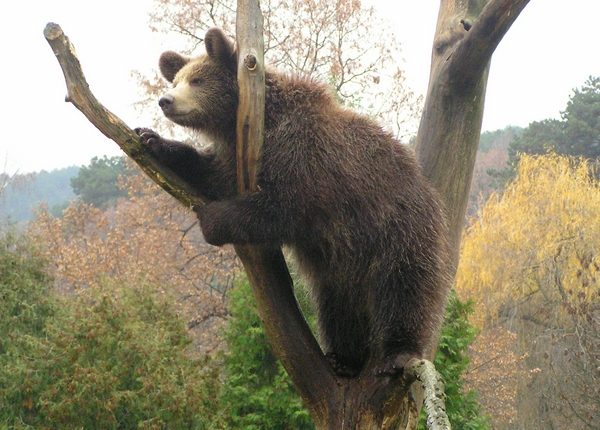
Бурый медведь, Бойницкий зоопарк

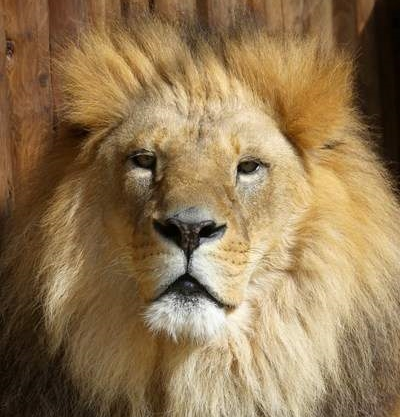
Лев Ганибал, Бойницкий зоопарк

Бойницкий зоологический парк (другие названия: Зоопарк в Бойнице, Зоологический парк в Бойнице, словац. Zoologická záhrada Bojnice, словац. ZOO Bojnice, словац. Bojnická zoologická záhrada) — старейший и первый по посещаемости зоологический парк Словакии. Был открыт 1 апреля 1955 года, в настоящее время занимает площадь 41 га, из которых экспозиционная часть составляет 20 га. Относится к зоологическим паркам общего типа, то есть не специализирован исключительно под конкретные виды животных. В прошлом больше внимания уделялось, главным образом, разведению и содержанию рыси обыкновенной, бегающих птиц (эму, нанду) и горных козлов. Территория зоопарка располагается в зоне отдыха центральнословацкого курортного города Бойнице. Эксплуатацией зоопарка занимается хозрасчётная организация Зоологический парк , основанная 1 июля 1973 года.
По количеству видов Бойницкий зоопарк занимает первое место среди всех четырёх словацких зоопарков: в конце 2011 года здесь было представлено в общей сложности 414 видов в количестве 2268 экземпляров. Это единственный зоопарк Словакии, в котором можно встретить, например, саванных слонов, антилоп бонго, горных зебр Хартмана, калимантанских орангутанов и многих других. С 2003 года зоопарк стал полноправным членом наипрестижнейшей ассоциации мировых зоопарков и аквариумов (WAZA), объединяющей около 250 элитных зоопарков мира. В рамках европейской программы содержания животных и ведения племенных книг по исчезающим видам Бойницкий зоопарк участвует в разведении 25 видов, включённых в европейские племенные программы (ЕЕР — Европейская программа исчезающих видов) и 23 видов, включённых в европейские племенные книги (ESB — европейские племенные книги). Бойницкий зоопарк находится в ведении Национального центра конфискованных животных, его квалифицированные работники активно сотрудничают с органами CITES и Государственной организацией охраны природы.

## Членство в профессиональных организациях

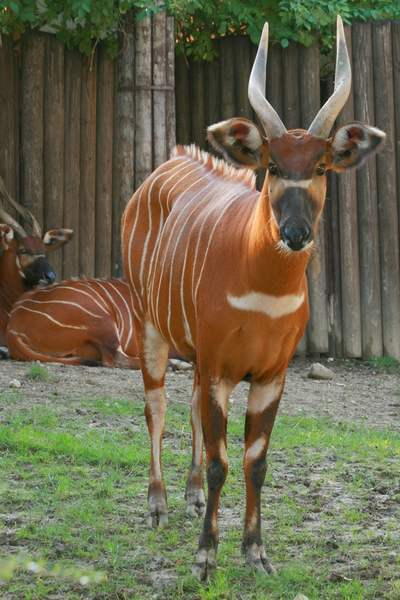
Антилопа бонго, Бойницкий зоопарк

- WAZA (Всемирная ассоциация зоопарков и аквариумов)
- ЕАZА (Европейская ассоциация зоопарков и аквариумов)
- UCSZ (Союз чешских и словацких зоопарков)
- SAZZ (Словацкая ассоциация зоопарков)
- WAPCA (Ассоциация по сохранению западно-африканских приматов)
- EEKMA (Европейская ассоциация инструкторов и руководителей по разведению слонов)
- ISIS (Международная информационная система видов животных)

## Количество животных
- 31/12/2005: 318 видов / 1940 особей
- 31/12/2006: 355 видов / 1826 особей
- 31/12/2007: 373 вида / 1858 особей
- 31/12/2008: 380 видов / 1921 особь
- 31/12/2009: 384 видов / 2050 особей
- 31/12/2010: 389 видов / 3020 особей
- 31/12/2011: 414 видов / 2268 особей
- 31/12/2013: 390 видов / 2400 особей[3]
- 1/1/2015: 406 видов / 2764 особи[3]

## Основные экспозиционные единицы
- Детский зоопарк
- Экспозиция сов и хищных птиц
- Экспозиция копытных
- Экспозиция водоплавающих птиц
- Научная тропа карпатской фауны
- Павильон обезьян
- Павильон слонов
- Павильон хищников
- Павильон птиц

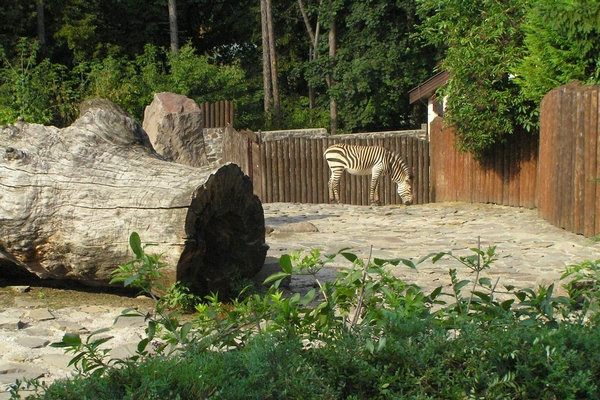
Экспозиция горных зебр Хартмана, Бойницкий зоопарк

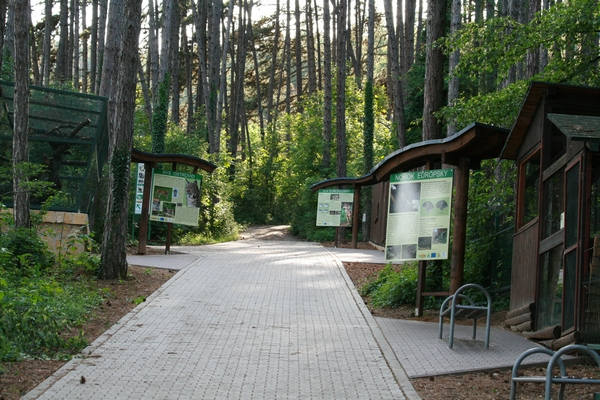
Карпатская научная тропа с экспозициями волков, рыси обыкновенной, европейской норки и дикой кошки, Бойницкий зоопарк

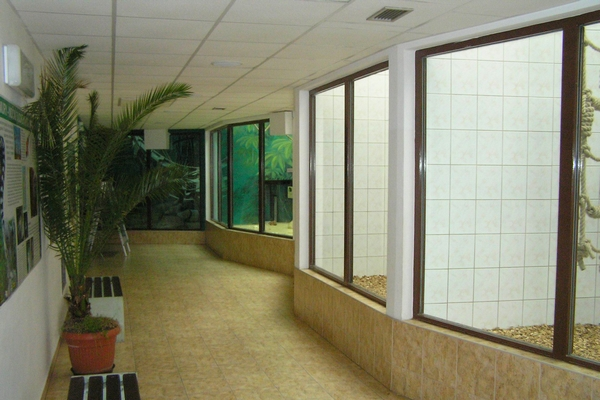
Павильон обезьян, Бойницкий зоопарк

- Виварий (включая новую экспозицию лягушек)

## Наиболее важные в истории селекционные успехи по количеству выведенных детёнышей

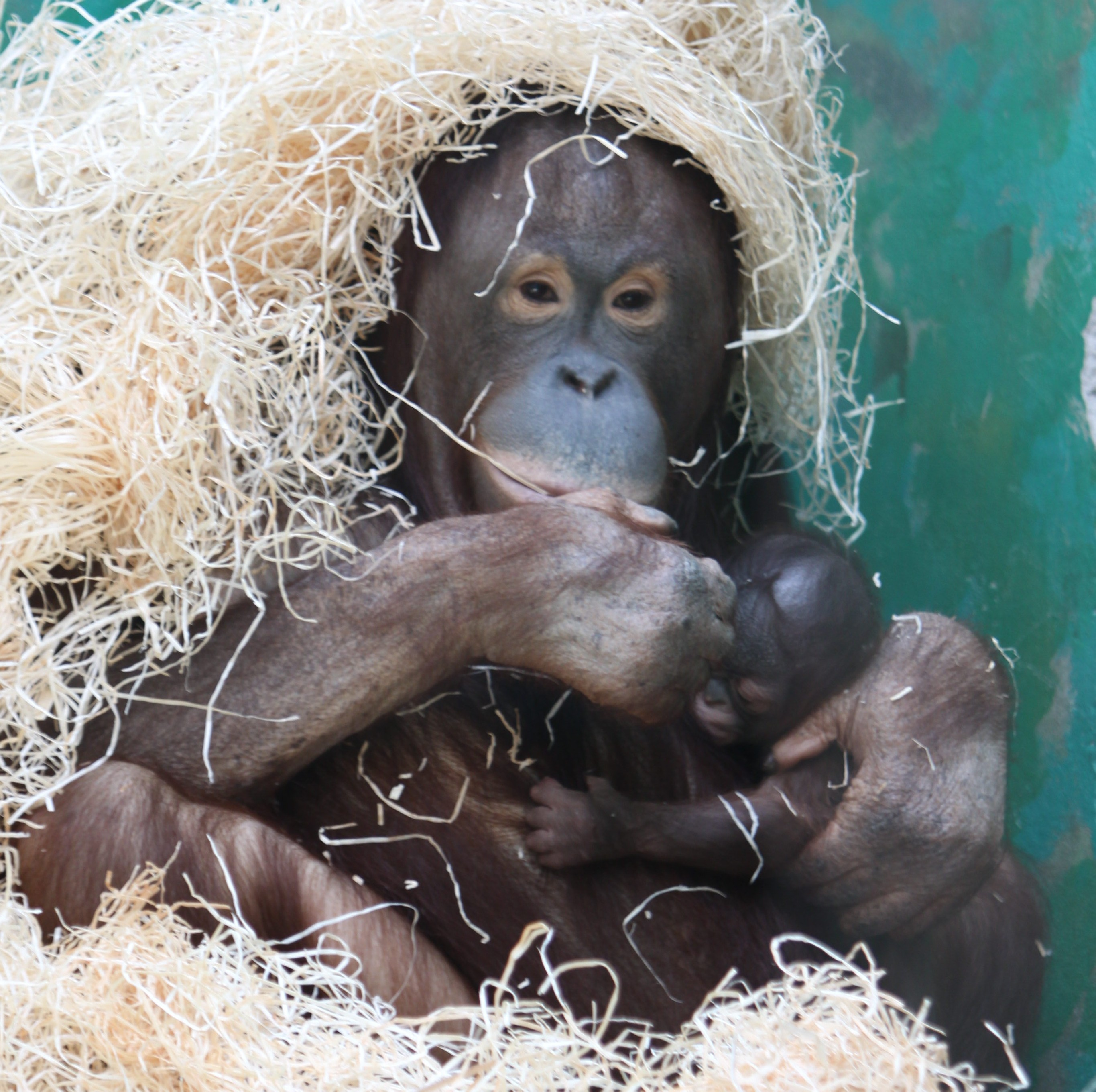
Самка орангутана с детёнышем, Бойницкий зоопарк, 25 мая 2009 года

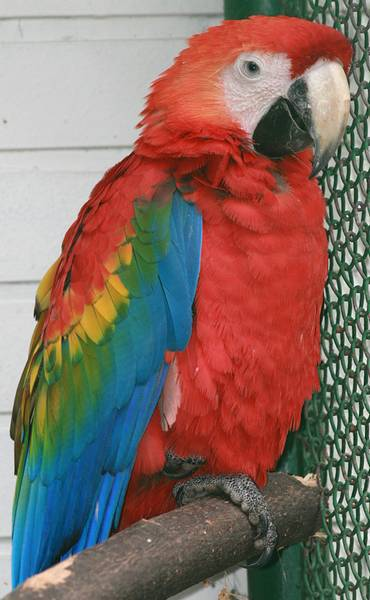
Ара араканга, Бойницкий зоопарк

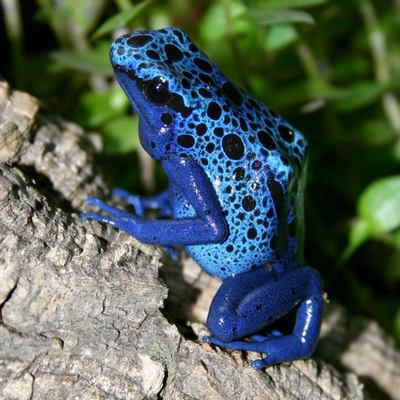
Древолаз голубой, Бойницкий зоопарк

| - 133 жёлтых анаконд (Eunectes notaeus) - 27 гигантских анаконд (Eunectes murinus) - 15 королевских питонов (Python regius) - 3 кубинские циклуры (Cyclura nubila) - 244 эму (Dromaius novaehollandiae) - 70 обыкновенных нанду (Rhea americana) - 8 розовых пеликанов (Pelecanus onocrotalus) - 4 чилийских фламинго (Phoenicopterus chilensis) - 29 молуккских ибисов (Threskiornis molluca) - 20 красных ибисов (Eudocimus ruber) - 15 обыкновенных колпиц (Platalea leucorodia) - 26 красноклювых лазоревых сорок (Urocissa erythrorhyncha) - 1 лесная кустарница (Garrulax ocellatus) - 10 степных орлов (Aquila nipalensis) - 90 обыкновенных сипух (Tyto alba) - 5 веерных попугаев (Deroptyus accipitrinus) - 20 сине-жёлтых ар (Ara ararauna) - 16 зеленокрылых ар (Ara chloroptera) - 10 больших попугаев ваза (Coracopsis vasa) - 2 хохлатые кариамы (Cariama cristata) - 3 коричневых ушастых фазана (Crossoptilon mantchuricum) - 12 глазчатых трагопанов (Tragopan temminckii) - 1 папуасская птица-носорог (Aceros plicatus) - 3 веероносных венценосных голубя (Goura victoria) | - 2 рыжих вари (Varecia variegata rubra) - 15 карликовых игрунок (Cebuella pygmaea niveiventris) - 12 эдиповых тамаринов (Saguinus oedipus) - 11 краснобрюхих тамаринов (Saguinus labiatus) - 6 восточных колобусов (Colobus guereza) - 2 желтощёких хохлатых гиббона (Nomascus gabriellae) - 8 европейских норок (Mustela lutreola) - 1 манул (Otocolobus manul) - 75 карпатских рысей (Lynx lynx carpaticus) - 3 суматранских тигра (Panthera tigris sumatrae) - 9 переднеазиатских леопардов (Panthera pardus saxicolor) - 11 туркменских куланов (Equus hemionus kulan) - 2 восточных кианга (Equus kiang holdereri) - 4 лошади Пржевальского (Equus przewalskii) - 42 зебры Чепмена (Equus quagga chapmani) - 10 зебр Хартмана (Equus zebra hartmannae) - 10 антилоп бонго (Tragelaphus euryceros isaaci) - 23 больших куду (Tragelaphus strepsiceros) - 1 северный олень (Rangifer tarandus) - 1 сайгаков (Saiga tatarica) - 5 европейских зубров (Bison bonasus) - 9 сибирских горных козлов (Capra ibex sibirica) - 61 западнокавказский тур (Capra caucasica) - 18 туркменских мархуров (Capra falconeri heptneri) - и так далее |

У Нанги, 14-летней самки калимантанского орангутана, 18 мая 2009 года родился детёныш мужского пола. Отцу по имени Джага на момент рождения было 27 лет.

## Наиболее известные из разводимых в зоопарке видов животных (на 2014 год)
- веерный попугай (Deroptyus accipitrinus)
- антилопа бонго (Tragelaphus euryceros isaaci)
- чёрная антилопа (Hippotragus niger)
- красный ара (Ara macaco)
- золотая аратинга (Guaruba guarouba)
- фазан Эдвардса (Lophura edwardsi)
- чёрная лофура (Lophura leucomelanos hamiltoni)
- иранская лань (Dama mesopotamica)
- обыкновенный дикдик (Madoqua kirkii)
- желтощёкий хохлатый гиббон (Nomascus gabriellae)
- восточный колобус (Colobus guereza)
- венценосные голуби (Goura sp. ) — 2 вида
- красный ибис (Eudocimus ruber)
- беломордый олень (Cervus albirostris)
- пятнистый олень Дубовского (Cervus nippon dybowskii)
- мадагаскарский чирок (Anas bernieri)
- шлемоносный казуар (Casuarius casuarius)
- андский кондор (Vultur gryphus)
- лучистая черепаха (Geochelone radiata)
- эластичная черепаха (Malacochersus tornieri)
- берберийский лев (Panthera leo leo)
- уссурийская харза (Martes flavigula aterrima)
- большой куду (Tragelaphus strepsiceros)
- чёрный лемур (Eulemur macaco macaco)
- лемур вари (Varecia variegata) — 2 подвида
- переднеазиатский леопард (Panthera pardus saxicolor)
- роловейская мартышка (Cercopithecus roloway)
- совинолицая мартышка (Cercopithecus hamlyni)
- болийский скворец (Leucopsar rothschildi)
- таджикский мархур (Capra falconeri heptneri)
- калимантанский орангутан (Pongo pygmaeus)
- белоплечий орлан (Haliaeetus pelagicus)
- слон саванный (Loxodonta africana)
- золотистый такин (Budorcas taxicolor bedfordi)
- большой попугай ваза (Coracopsis vasa)
- древесный мадагаскарский удав (Sanzinia madagascariensis)
- горная зебра Хартмана (Equus zebra hartmannae)
- серощёкий калао (Ceratogymna subcylindricus)
- даурский журавль (Grus vipio)

## Участие в глобальных проектах по сохранению животных

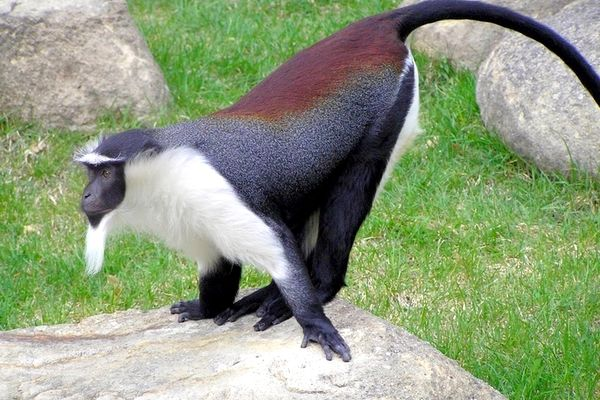
Роловейская мартышка, Бойницкий зоопарк

Бойницкий зоопарк присоединился к акции под названием WAPCA (Акция по сохранению западно-африканских приматов — West African Primate Conservation Action) и оказывает финансовую поддержку полевым проектам, осуществляемым в западноафриканских государствах Гана и Кот-д’Ивуар и направленным на спасение вымирающих видов приматов. К основным затронутым данной программам видам относится, в частности, роловейская мартышка (Cercopithecus roloway), это самый крупный в мире вид африканских мартышек, он включён в список из 25 наиболее подверженных исчезновению видов и подвидов приматов с международным статусом по МСОП «CR» (под крайней угрозой исчезновения). Первоначально вид встречался в тропических лесах между реками Сасандра (Кот-д’Ивуар) и Вольта (Гана). Однако в настоящее время зоологи с уверенностью могут говорить о наличии только одного охраняемого ими фрагмента леса, где возможно остались последние несколько десятков или сотен этих красивых обезьян. Зоопарк в Бойнице является единственным в Центральной Европе, где с 2004 года содержится пара таких мартышек. За пределами африканской Ганы, а именно в десяти европейских зоопарках, сегодня (сведения на март 2010) специалисты стараются сохранить последние 33 особи этого вида.

## Участие в охране животного мира Словакии
В рамках деятельности по охране европейской фауны Бойницкий зоопарк участвует в ряде проектов по спасению вымирающих видов животных в Словакии и за её пределами. В частности, зоопарк сотрудничает с Татранским национальным парком в исследовании и иммобилизации татранской серны (Rupicarpa rupicarpa tatrica), проведении в Словакии исследований рыси карпатской (Lynx lynx carpaticus) и реинтродукции и реабилитации особей, взятых из дикой природы. На данный момент / зоопарк уже принял участие в реинтродукции 6 рысей. Также зоопарк сотрудничает с другими зоопарками, например, в рамках программы репатриации центральноевропейской длиннохвостой совы (Strix Uralensis macroura) на Шумаве, совершает регулярные выгрузки выращенных детёнышей сипухи обыкновенной (Tyto Alba) в дикую природу, разводит и затем возвращает в дикую среду обитания (на избранные участки) особей суслика европейского (Spermophillus citellus) — в сотрудничестве с Государственной природоохранной организацией Словацкой Республики. Также зоопарк участвует в программах Словацкой Республики по спасению исчезающих видов, таких как: Балобан (Falco cherrug), сапсан (Falco peregrinus) и бабочка аполлон (Parnassius apollo).